# Climat désertique
- Climat désertique

Carte des climats mondiaux :
Climat désertique

Le climat désertique (dans la classification des climats de Köppen BWh et BWk ou encore BWn) parfois appelé climat aride est un climat caractérisé par une sécheresse et une aridité permanente qui dure toute l'année, un manque important d'eau liquide au sol et dans l'air ambiante (on parle plus précisément d'aridité) ce qui restreint fortement le développement de la vie animale et végétale. Ainsi, sauf exception, la présence humaine y est peu importante. L'autre analogie que l'on peut attribuer à l'ensemble des régions arides du globe est que les étés sont partout chauds ou très chauds, mis à part quelques rares exceptions, notamment en haute montagne. Ainsi, ce sont les températures moyennes hivernales des déserts qui jouent un rôle déterminant dans la classification des régions arides, chaudes ou froides. Les précipitations y sont très peu abondantes ou tombent uniquement sous forme de neige dans certaines régions désertiques froides.
Il y a généralement deux variantes du climat désertique : un climat désertique chaud (BWh) et un climat désertique froid (BWk) et parfois un climat désertique doux (BWh ou BWn). Par ailleurs, pour différencier les climats désertiques chauds et les climats désertiques froids, il y a trois isothermes utilisés : soit une température moyenne annuelle de 18 °C, ou une température moyenne de 0 °C ou de −3 °C durant le mois le plus froid, pour qu'un endroit possédant un climat désertique type (BW) avec une température appropriée supérieure à l'isotherme qui est utilisé pour être qualifié de « désertique chaud » (BWh) et un endroit ayant une température inférieure à l'isotherme donné est classé en tant que « désertique froid » (BWk).
On peut aussi distinguer de manière plus précise encore les déserts à hivers chauds dont la température moyenne journalière du mois le plus froid se situe entre 20 °C et 30 °C, les déserts à hivers « tempérés » où le mois le plus froid est compris entre 10 °C et 20 °C, les déserts où l'hiver est frais où la moyenne du mois le plus froid s'établit entre 0 °C et 10 °C et les déserts où l'hiver est froid avec une moyenne journalière minimale en dessous de 0 °C. La moyenne journalière correspond à la demi-somme de la moyenne des maxima et de la moyenne des minima. Il faut bien voir que les climats des déserts chauds appartiennent aux deux premières classes, et non uniquement à la première. 
De façon globale, les climats désertiques qu'ils soient chauds ou froids sont associés à des précipitations très faibles, à une amplitude thermique journalière et annuelle potentiellement forte, à des températures extrêmes (à l'exception des climats désertiques doux où les températures sont beaucoup plus modérées) et à des étés chauds ou très chauds.

## Climat désertique chaud

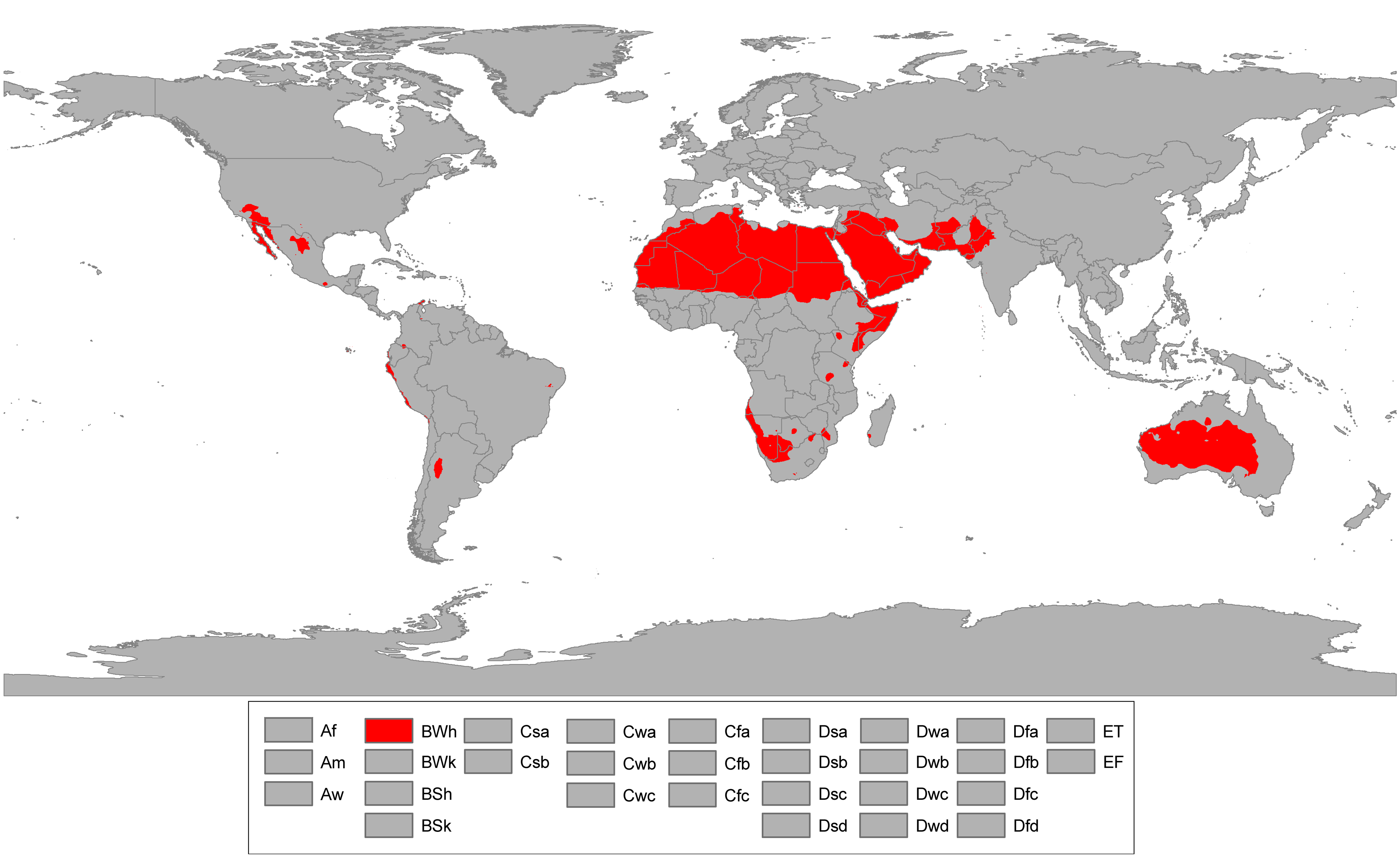
Régions ayant un climat désertique chaud.

Les régions soumises à un climat désertique chaud se trouvent principalement dans la zone subtropicale de part et d'autre des tropiques, où l'on trouve la crête subtropicale, ceinture discontinue caractérisée par la formation et la maintien de cellules anticycloniques semi-permanentes ou permanentes d'origine dynamique, où l'irradiation solaire est quasiment ininterrompue et très élevée grâce à l'air stable descendant et à la haute pression correspondante qui s'y trouvent. L'absence ou la forte atténuation des perturbations atmosphériques à long terme est responsable d'un climat désertique, où les nuages et les précipitations ont du mal à parvenir sur ces régions. En effet, dans les déserts chauds, la durée moyenne de l'insolation est facilement supérieure à 3 600-4 000 h/an (entre 80 % et 90 % de la période diurne), et atteint près de 4 300 h/an au Sahara oriental, la région la plus ensoleillée du globe, ce qui représente 97 % à 98 % de la période diurne. Les déserts chauds incluent les déserts d'Afrique du Nord tels que le Sahara (le plus grand désert chaud du monde), le désert de Libye ou le désert de Nubie; les déserts de la Corne de l'Afrique tels que le désert de l'Afar (le désert ayant la température moyenne annuelle la plus élevée sur Terre); les déserts du Moyen-Orient tels que le désert d'Arabie ou le désert de Syrie; les déserts des États-Unis tels que les désert des Mojaves ou le désert de Sonora; les déserts d'Australie tels que le désert de Simpson ou le désert de Gibson; les déserts d'Inde et du Pakistan tels que le désert du Thar et d'autres encore. Ces zones sont situées dans les latitudes des chevaux (autour de 30° de latitude nord et 30° de latitude sud). 
Bien que les déserts chauds se situent sous la crête subtropicale, leur climat désertique peut être accentué par l'effet d'abri appelé ombre pluviométrique engendré par une importante chaîne de montagnes, qui réchauffe et assèche (effet de foehn) la masse d'air lorsque celle-ci redescend en aval, ce qui restreint très fortement l'humidité apportée par les vents d'ouest dominants car celle-ci se déverse en amont sous forme de précipitations abondantes. L'inhibition pluviométrique occasionnée par les différents mécanismes géographiques et atmosphériques y est remarquable au-dessus des déserts chauds. Ainsi les déserts nord-américains et australiens reçoivent en majorité moins de 200 mm/an, le désert de Gobi en Chine et en Mongolie reçoit environ 100 mm/an, le désert d'Arabie reçoit généralement moins de 100 mm/an et le Sahara, dont plus de la moitié de la superficie appartient largement au domaine hyper-aride, reçoit moins de 50 mm/an de façon globale. Dans la plupart des régions sahariennes, les précipitations annuelles moyennes sont de quelques millimètres mais deviennent quasiment nulles dans les régions les plus centrales (exemple : 16,4 mm/an à Adrar en Algérie ; 6,6 mm/an à Mourzouk en Libye ; 0,5 mm/an à Assouan en Égypte et à Wadi Halfa au Soudan).
Une des conséquences immédiates de la présence presque permanente des hautes pressions subtropicales, particulièrement accentuées dans certains déserts, est la très haute fréquence annuelle moyenne des ciels clairs (un ciel est considéré comme clair lorsque le couvert nuageux représente moins de 20 % de l'aire totale de la voûte céleste), et a fortiori le nombre très élevé de jours de ciel clair par an dans ces régions. Ce dernier est en effet supérieur à 250 dans la quasi-totalité de tous les déserts chauds : 252,5 à Uyuni en Bolivie ; 266,6 à Bokspits au Botswana ; 272,6 à Yuma en Arizona ; 276,4 à Riyad en Arabie saoudite, 282,0 à Pella en Afrique du Sud ; 292,5 à Adrar en Algérie et – dans les régions les plus ensoleillées du globe – on compte plus de 300 jours de ciel clair par an : 309,4 à Fachi au Niger ; 311,7 à Sossusvlei en Namibie ; 314,9 à Calama au Chili ; 318,6 à Koufra en Libye ; 328,4 à Faya-Largeau au Tchad ; 329,9 à Assouan en Égypte (avec une fréquence moyenne annuelle des ciels clairs supérieure à 92 %) ; 333,6 à Wadi Halfa au Soudan (soit plus de 91 % du nombre total de jours dans une année moyenne, c'est-à-dire près de onze jours sur douze). Pour comparer, ce même nombre est de 193,2 à Séville en Espagne, une des villes les plus radieuses d'Europe, soit un peu plus d'un jour sur deux.
Les déserts chauds sont théoriquement tous caractérisés par un été torride, plus ou moins allongé dans la durée, c'est-à-dire par des chaleurs excessives, les plus fortes au monde. Durant les mois les plus chauds de l'année, les températures moyennes maximales dépassent le plus souvent 40 °C, du moins aux altitudes moyennes et basses. Pendant ces mois-ci, les déserts les plus échauffés connaissent des maximales moyennes supérieures à 45 °C, à l'instar de certaines régions de l'Afrique et du Moyen-Orient, et dans une moindre mesure dans la célèbre Vallée de la Mort en Californie, située au-dessous du niveau de la mer. Les déserts chauds sont les pôles de chaleur et connaissent, du moins en été, les températures les plus élevées du monde. C'est la raison pour laquelle on remarque facilement la présence d'air tropical continental (cT), très chaud et très sec, sur des cartes synoptiques d'altitude représentant les masses d'air et les températures. Dans ces régions, les records absolus de chaleur sont souvent supérieurs à 50 °C. Dans de vastes étendues du Sahara et de l'Arabie, ainsi que dans une petite partie du Sind au Pakistan, on compte en moyenne plus de 100 jours par an où le mercure dépasse 40 °C (exemple : plus de 130 jours à In Salah dans le Sahara algérien par 27° de latitude et 293 m d'altitude). Dans le même temps, l'humidité relative moyenne est très basse, souvent en dessous de 10 %, surtout aux heures les plus chaudes et dans les parties les plus continentales. Couplée aux températures élevées, cette très faible humidité relative est source d'une intense évaporation.
Les déserts chauds, contrairement aux déserts froids, sont également caractérisés par l'absence de période hivernale marquée ou par une très faible importance de celle-ci. En effet, la température moyenne journalière (maximale et minimale) du mois le plus froid n'est jamais inférieure à 10 °C, ce qui veut dire que dans les déserts chauds, l'hiver est tempéré, tempéré chaud, ou chaud dans les régions les plus proches de l'équateur (Corne de l'Afrique, Sahara méridional, sud de la péninsule Arabique). Bien que les journées d'hiver soient très douces à très chaudes, les températures minimales nocturnes peuvent avoisiner 0 °C voire moins,  du fait du fort rayonnement infrarouge nocturne émis par la Terre dans un air très sec et sous un ciel dégagé. Cette chute nocturne des températures est exceptionnelle dans certains déserts mais courante dans d'autres. Le seul désert que l'on pourrait vraiment qualifier d'éternellement brûlant, avec une température moyenne très élevée en hiver comme en été, est le désert de l'Afar, situé au-dessous du niveau de la mer au niveau de la frontière entre l'Éthiopie et l'Érythrée, et où les moyennes annuelles de températures sont les plus hautes du monde entier : entre 1960 et 1966, on a enregistré annuellement 34,6 °C de moyenne journalière pour 41,2 °C de maximale moyenne et 28,2 °C de moyenne minimale à Dallol dans le nord-est de l'Éthiopie, ce qui place cette région aride dans une situation exceptionnelle car ce n'est atteint nulle part ailleurs sur le globe. 
Néanmoins, le climat des déserts chauds ne se résume pas au stéréotype abusivement utilisé : « Dans le désert, il fait très chaud le jour et très froid la nuit ». En réalité, il ne gèle la nuit dans les déserts chauds qu'en hiver, et de préférence sous des latitudes relativement septentrionales, en haute altitude et dans des étendues sablonneuses. Mais en été, les nuits sont chaudes voire étouffantes, surtout dans les étendues rocailleuses où la chaleur accumulée durant les longs jours estivaux ne se dissipe que très peu la nuit. En effet, le Sahara, lui qui est si réputé pour ses nuits glaciales, connaît pourtant des nuits très chaudes et sans rosée qui sont à peine réparatrices : par exemple, la station météorologique d'Arak par 25,5° de latitude et 590 m d'altitude dans le sud de l'Algérie semble endurer les températures minimales mensuelles moyennes les plus élevées du globe avec des valeurs moyennes supérieures à 30 °C entre juin et septembre inclus, et en juillet (mois le plus chaud), la température ne descend, toujours en moyenne, jamais au-dessous de 34 °C, ce qui est assurément extraordinaire, en particulier pour un lieu à une telle altitude. Pour donner une idée du degré de chaleur nocturne exprimé, on peut dire que la température est, à peu de chose près, aussi élevée la nuit à Arak dans le Sahara algérien que le jour à Séville en Andalousie pendant les quatre mois étudiés (période juin - septembre), qui constitue pourtant une des villes les plus chaudes en été de toute l'Europe.
À cause des températures extrêmement élevées durant de longues périodes, de l'atmosphère très sèche, des vents fréquents et réguliers ainsi que de l'exposition continue au soleil dont l'intensité des rayons y est très forte, l'évaporation potentielle y est très élevée, la plus élevée sur Terre dans les déserts chauds. On mesure une évaporation potentielle supérieure à 2 000 mm/an dans l'ensemble de ces régions chaudes et sèches, mais elle peut être encore bien supérieure : par exemple, celle-ci atteint 5 000 mm/an à Tamanrasset, Algérie dont l'altitude est de 1 400 m alors que la ville saharienne reçoit seulement 43 mm/an, soit une évaporation potentielle plus de cent fois supérieure aux précipitations. Le pouvoir évaporant de l'air y est le plus grand dans les déserts chauds.

## Climat désertique froid

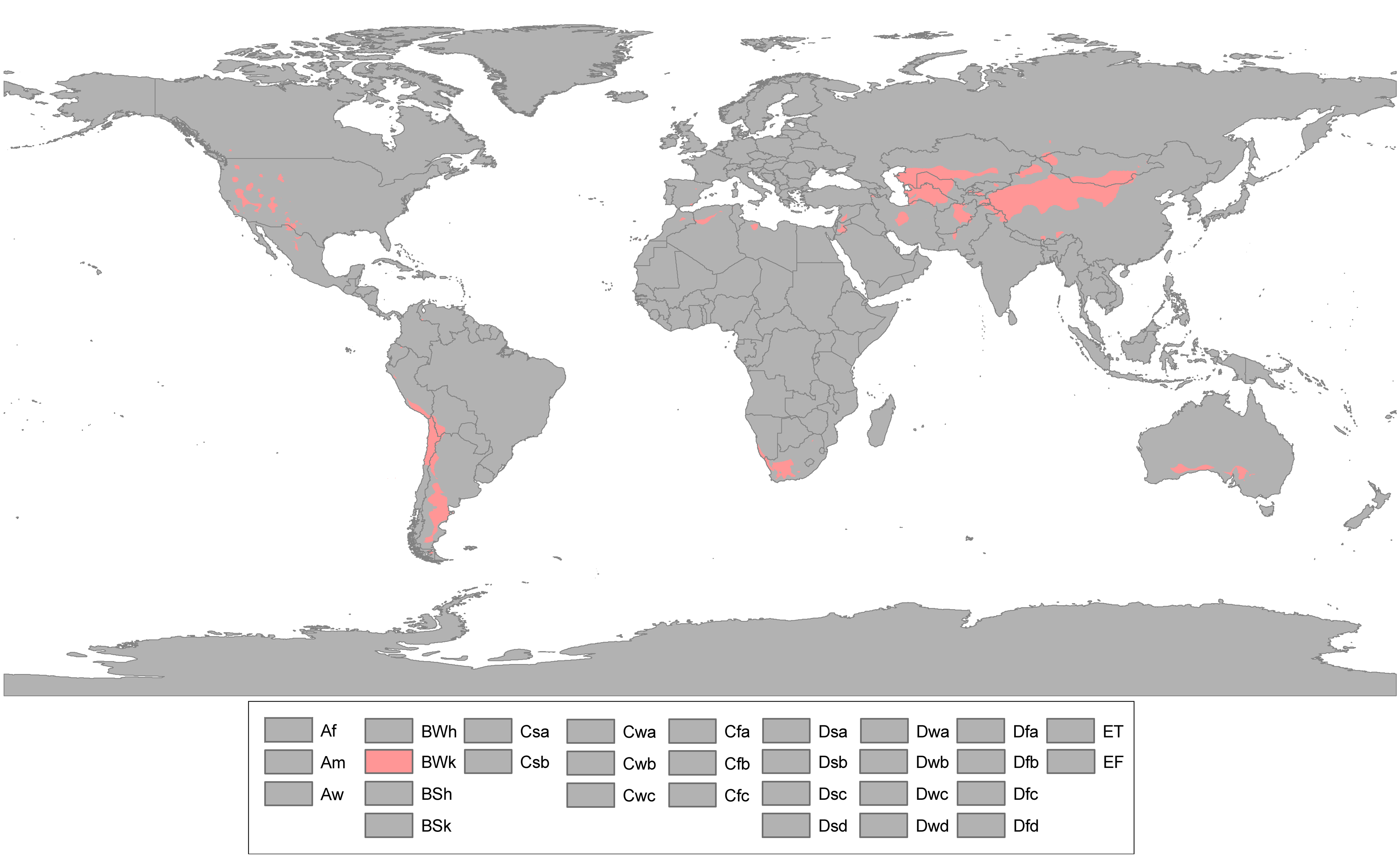
Régions ayant un climat désertique froid.

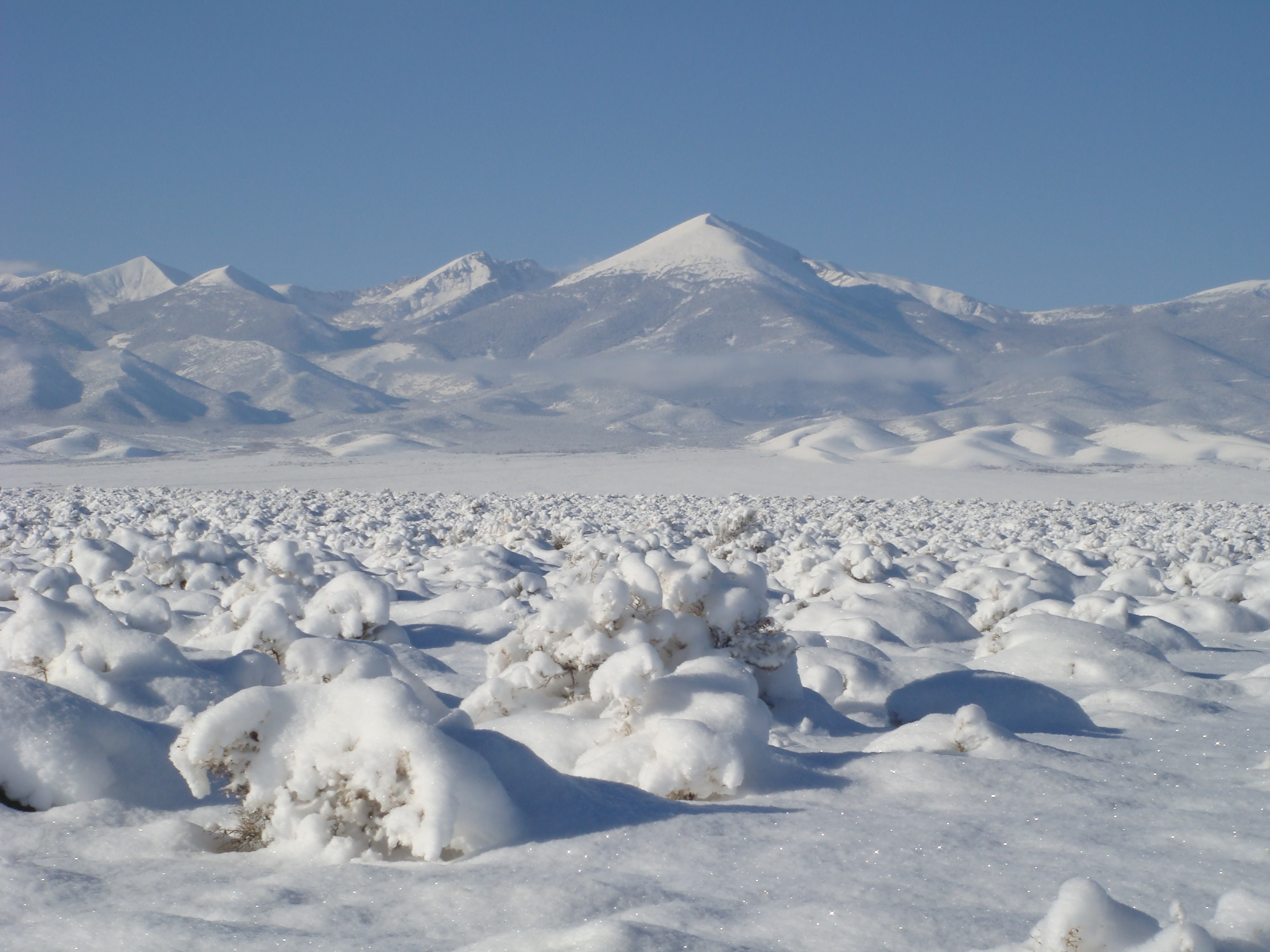
Les déserts froids sont occasionnellement recouverts d'une épaisse couche de neige et de glace, comme dans la vallée du serpent dans le désert du Grand Bassin, Utah et Nevada.

Cette variante du climat désertique est rare en dehors de l'Asie. Un climat désertique froid est classiquement trouvé en zone tempérée, presque toujours dans l'ombre pluviométrique créé par les montagnes, ce qui limite les nuages et les précipitations apportés par les vents d'ouest dominants. Le désert de Gobi en Mongolie est un exemple typique de désert froid. Bien que les étés soient chauds, il possède des hivers très froids et rigoureux. Les déserts du Kyzylkoum et du Taklamakan situés en Asie centrale sont d'autres exemples de climats désertiques froids. Le désert du Grand Bassin situé dans l'ouest des États-Unis est un autre exemple de région soumise à un climat désertique froid.
Les climats désertiques froids peuvent avoir des étés chauds (exceptionnellement chauds) et secs, bien que les étés ne soient bien sûr pas aussi chauds que les étés que subissent les régions ayant un climat désertique chaud. Contrairement aux climats désertiques chauds, les climats désertiques froids ont des hivers froids et secs avec des températures nettement inférieures à 0 °C. Les déserts froids se trouvent la plupart du temps à des altitudes plus élevées que les déserts chauds et sont souvent plus secs que ces derniers.
Les régions arctiques et antarctique reçoivent également très peu de précipitations pendant l'année, à cause de l'air exceptionnellement froid et sec, mais elles sont classifiées comme étant des zones à climat polaire.

## Climat désertique doux
Les climats désertiques doux (BWh ou BWn) sont généralement présents aux alentours des côtes ouest des continents dans les zones tropicales voire subtropicales ou à des altitudes élevées qui devraient posséder un climat désertique chaud si l'élévation y était plus basse. En Amérique du Sud, ce climat se trouve à proximité de l'océan Pacifique dans certaines parties du désert d'Atacama et le long de la côte centrale et sud du Pérou ; sa capitale Lima possède un climat désertique doux et est une des capitales les plus sèches au monde. En Amérique du Nord, on peut retrouver ce type de climat sur la côte pacifique de la péninsule de Basse-Californie, en Afrique dans certaines zones de la Namibie ou dans la péninsule Arabique dans certaines parties du Yémen.
Les climats désertiques doux sont caractérisés par des températures beaucoup plus modérées que pour les climats désertiques chauds ou froids (usuellement à cause de la proximité entre les continents et les courants océaniques frais) et dans le cas des déserts côtiers doux, les brouillards et les nuages bas sont fréquents, bien qu'il s'agisse de zones extrêmement peu arrosées. Les températures y sont relativement douces toute l'année, sans être soumises à des extrêmes de températures que l'on retrouve souvent dans les climats désertiques. Les climats désertiques doux ne sont pas vraiment une sous-catégorie de climats désertiques et les régions qui le possèdent sont classées soit dans les climats désertiques chauds soit dans les climats désertiques froids.